# Södermanlands runinskrifter 237
Runinskrift Sö 237, är en runsten som står vid infarten till gården Fors i Västerhaninge socken och Haninge kommun på Södertörn. Stenen är 1,8 meter hög, 1,2 meter bred och tre decimeter tjock. Runtecknen är nio centimeter höga. Stenen har varit känd alltsedan 1600-talet.

## Inskriften
Translitterering av runraden:
: þauriʀ : auk : þiahkn : litu : raiso : stain : þina : aftir :: fastbiaurn : faþur : þiahkn : auk : onut : sun : sin
Normalisering till runsvenska:
Þoriʀ ok Þiagn letu ræisa stæin þenna æftiʀ Fastbiorn, faður Þiagns, ok Anund, sun sinn.
Översättning till nusvenska:
Tove och Tägn läto resa denna sten efter Fastbjörn, Tägns fader och (Tove efter) Anund sin son

## Stenen
Runsten står som en grindstolpe vid gårdsplanen till Fors herrgård. Enligt en äldre källa har stenen ursprungligen stått vid Åby prästgård i Västerhaninge. Troligen en felbedömning av Gustaf Westerin eftersom prästgårdens utgård låg i byn Fors.
Ornamentik på stenen består av ett fyrfotadjur placerat inom två ormar. Djuret ibland tolkas som en maktsymbol för förenade släkterna i Tuna (där Sö 244 står) och Fors.
Ytterligare en runsten Sö 238 som försvunnit lär ha stått i byn Fors.

## Se även

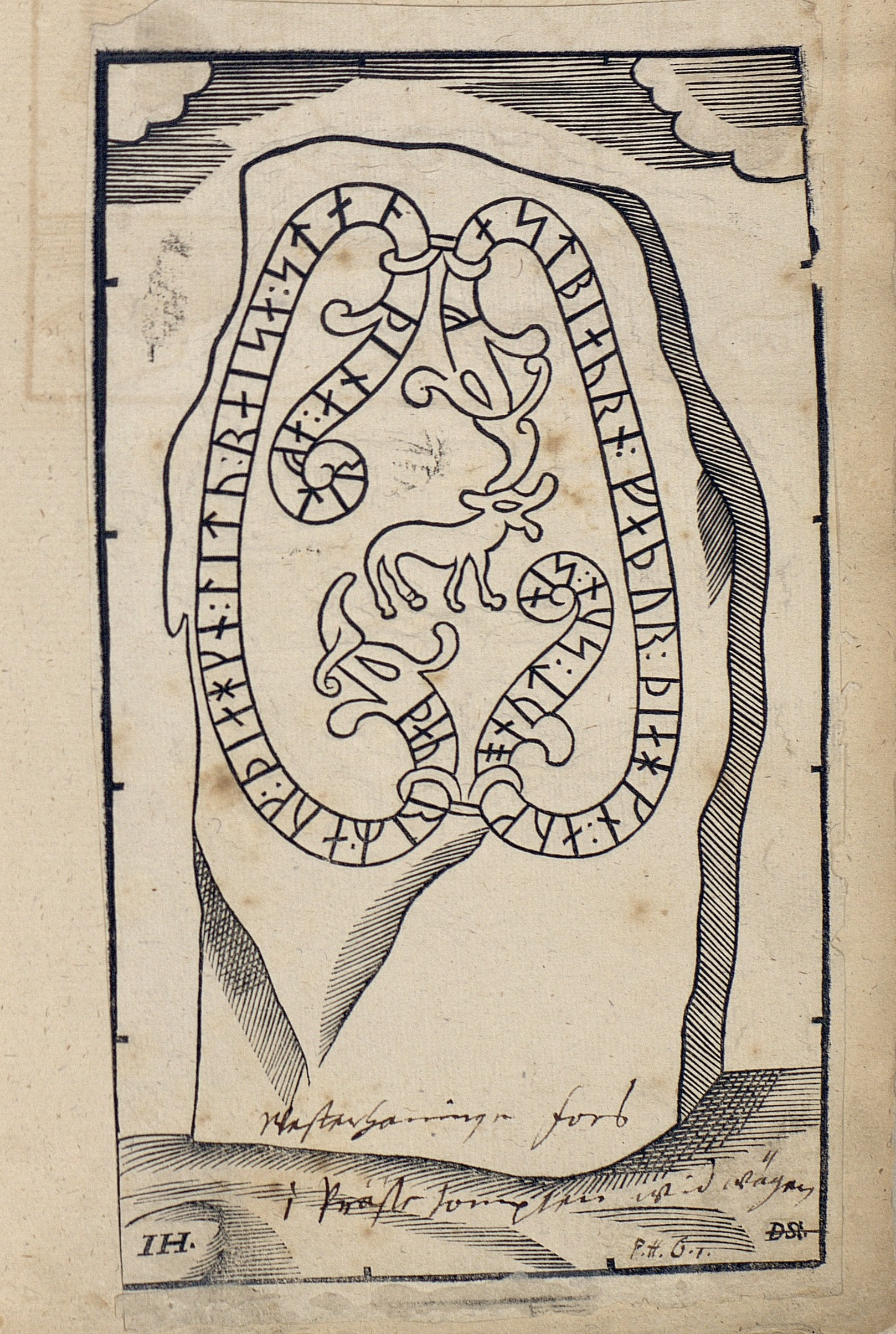
Runsten Sö 237 avbildad av Petrus Helgonius, 1686